# Кратки мишић приводилац
Кратки мишић приводилац је мишић на бутини који се налази непосредно дубоко до гребенског мишића и дугачки мишич примицача. Припада групи мишића приводилаца (адуктора). Главна функција кратког мишића приводилаца је да повуче бутину пут унутра. Кратки мишић приводилац и остатак мишићне групе приводилаца такође се користи за стабилизацију покрета трупа лево-десно, када стојимо на обе ноге, или за равнотежу када стојимо на покретној површини. Група мишића приводилаца се користи за притискање бутина код јахање коња и код ударања унутрашњом страном стопала у фудбалу или пливању. Кратки мишић приводилац такође доприносе савијању бутине при трчању или пружа противотпор  током чучњева, скакања, итд.

## Галерија
- Deep muscles of the medial femoral region.